# David Brooks
David Brooks (Toronto, 11 de agosto de 1961) é um jornalista, escritor e comentarista político américo-canadiano. Trabalhou em importantes veículos de notícias norte-americanos, como The Atlantic, The Washington Post e a rede NPR. Desde 2003 é colunista de opinião no jornal The New York Times e desde 2004 é analista político na PBS NewsHour. No campo político, é considerado um analista conservador. Também é autor de O Animal Social (Objetiva, 2014).

## Biografia
Apesar de ter nascido no Canadá, Brooks cresceu em Nova York e na Pensilvânia. Em 1983 formou-se em história pela Universidade de Chicago, e nos anos seguintes trabalhou como reporter investigativo. Começou a ganhar relevância após publicar, no inicio dos anos 2000, "Bobos no paraíso: a nova classe alta e como eles chegaram lá". Desde então, Brooks passou a ser visto como um "conservador moderado". A revista britânica News Statesman assim o definiu:

"Ao contrário de muitos republicanos, ele não é um radical antigoverno. Ele rejeita o Trumpismo, mas entende o que o permitiu."

Posteriormente, perguntado sobre o que teria dado errado com o capitalismo, Brooks respondeu:
"Se eu tivesse que reduzi-lo a uma frase, seria uma crise de 'solidariedade social'. Apenas um colapso no tecido social, um aumento na solidão, um aumento no isolamento, muitas pessoas sentindo que sua dignidade foi agredida; são invisíveis, não fazem parte do projeto."

Em seus posicionamentos, David Brooks já chegou a classificar o presidente dos Estados Unidos Donald Trump como alguém "movido por impulsos, ignorante, narcisista e intelectualmente desonesto", em duras críticas à postura bélica adotada por Trump na escala de tensão com o Irã — embora o próprio Brooks tenha uma postura "militarista", tendo apoiado a invasão ao Iraque, em 2003.

## Obras
- Bobos in Paradise: The New Upper Class and How They Got There ( Simon & Schuster, 2001)
- On Paradise Drive: How We Live Now (And Always Have) in the Future Tense ( Simon & Schuster, 2004)
- The Social Animal: The Hidden Sources of Love, Character, and Achievement ( Simon & Schuster, 2011)
- The Road to Character  ( Random House, 2015)
- The Second Mountain: The Quest for a Moral Life ( Random House, 2019)